# Мег Фостер
Маргарет „Мег” Фостер (енгл. Margaret "Meg" Foster; Рединг 10. мај 1948) америчка је филмска и телевизијска глумица. Најпознатија је по улози Холи Томпсон у култном класику Џона Карпентера, Они живе (1988). Појавила се у више од 120 филмова и ТВ серија. За улогу у мини -серији Место звано Холивуд (2019) добила је ISA награду за најбољу гостујућу глумицу. Поред тога, била је номинована за Награду Џини у категорији најбоље стране глумице, за улогу у филму Карта за рај (1981).
Фостер је рођена у Редингу, Пенсилванија, а одрасла је у Конектикату. Њени родитељи су Дејвид Фостер и Ненси Адамсон. Има три сестре, Греј, Џан и Нину, као и брата Ијана. Била је удата за канадског глумца Стивена Макхитија, од кога се касније развела. Из везе са глумцем Роном Старом има једног сина, Кристофера.

## Филмографија
| Улоге Мег Фостер |                                 |               |                   |                      |
| Година           | Српски назив                    | Изворни назив | Улога             | Напомена             |
| 1970.            | Ево невесте                     |               | Кали Марш         | ТВ серија, 1 епизода |
| 1970.            | Бонанза                         |               | Евангелина Вудтри | ТВ серија, 1 епизода |
| 1971−1974.       | ФБИ                             |               | Марси Браун       | ТВ серија, 3 епизоде |
| 1979.            | Гримизно писмо                  |               | Хестер Прајн      | мини-серија          |
| 1981.            | Карта за рај                    |               | Ингрид            |                      |
| 1983.            | Остерманов викенд               |               | Али Танер         |                      |
| 1985.            | Смарагдна шума                  |               | Џин Маркам        |                      |
| 1985.            | Убиство, написала је            |               | Дел Скот          | ТВ серија, 1 епизода |
| 1987.            | Господари свемира               |               | Зла Лин           |                      |
| 1987−1988.       | Пороци Мајамија                 |               | Алис Карсон       | ТВ серија, 2 епизоде |
| 1988.            | Они живе                        |               | Холи Томпсон      |                      |
| 1989.            | Левијатан                       |               | госпођа Мартин    |                      |
| 1989.            | Слепа срџба                     |               | Лин Деверокс      |                      |
| 1989.            | Очух 2                          |               | Керол Грејланд    |                      |
| 1993.            | Најбољи од најбољих 2           |               | Су Маколи         |                      |
| 1995.            | Ургентни центар                 |               | госпођа Роуз      | ТВ серија, 1 епизода |
| 1996.            | Убиство, написала је            |               | Лаура Кервин      | ТВ серија, 1 епизода |
| 1996.            | Звездане стазе: Дубоки свемир 9 |               | Онаја             | ТВ серија, 1 епизода |
| 1999.            | Убица несрећних                 |               | Ајрин             |                      |
| 2000.            | Ксена: Принцеза ратница         |               | Хера              | ТВ серија, 1 епизода |
| 2012.            | Господари Сејлема               |               | Маргарет Морган   |                      |
| 2013−2016.       | Слатке мале лажљивице           |               | Карла Гранвалд    | ТВ серија, 5 епизода |
| 2013−2014.       | Рејвенсвуд                      |               | Карла Гранвалд    | ТВ серија, 7 епизода |
| 2015.            | Првобитни                       |               | Џозефина ла Руе   | ТВ серија, 5 епизода |
| 2016.            | 31                              |               | Венус Вирго       |                      |
| 2017.            | Страшно страшило 3              |               | Гејлен Брендон    |                      |
| 2017.            | Твин Пикс                       |               | благајница        | ТВ серија, 1 епизода |
| 2018.            | Оверлорд                        |               | Клоина тетка      |                      |